# عصب حنجري علوي
العصب الحنجري العلوي (باللاتينية: nervus laryngeus superior) هو فرعٌ من العصب المبهم، إذ ينشأ من منتصف العقدة السفلية للأخير، مستقبلًا في مسيره فرعًا من العقدة الرقبية العلوية للجهاز العصبي الودي. يتألف العصب الحنجري العلوي من فرعين: العصب الحنجري الباطن (حسي) الذي يرسل الألياف الحسية إلى المخاطية الحنجرية، والعصب الحنجري الظاهر (محرك) الذي يعصب العضلة الحلقية الدرقية.
يعصب الحنجري العلوي العضلات الحلقية الدرقية. نال العصب الحنجري الراجع اسمه بسبب التفافه تحت الأبهر خلال مسيره نحو العضلات الداخلية للحنجرة. يمر الحنجري الراجع الأيسر تحت الأبهر وحوله في مساره نحو الحنجرة، بينما يمر الأيمن تحت الشريان تحت الترقوة ويلتف عليه. يملك العصب الحنجري الراجع الأيسر مسارًا أطول قليلًا من الأيمن لأن مستوى الأبهر أدنى من الشريان تحت الترقوة، لكن هذا لا يؤثر فعليًا على توقيت النبضات العصبية الصادرة نحو العضلات التي يعصبها هذان العصبان. يسلك العصب الحنجري العلوي مسارًا أكثر استقامةً في طريقة نحو العضلات الحلقية الدرقية مقارنةً بالأعصاب الحنجرية الراجعة.

## البنية
ينزل العصب الحنجري العلوي على الوجه الجانبي للبلعوم خلف الشريان السباتي الباطن. يمثل العصب الحنجري الظاهر الفرع الخارجي الأصغر. يتجه هذا الفرع نحو الحنجرة ليدخل تحت العضلة القصية الدرقية ويعصب العضلة الحلقية الدرقية. يعمل الفرع الظاهر على توتير الحبلين الصوتيين عبر تقبيض العضلة الحلقية الدرقية ما يرفع حدة الصوت. يعطي العصب الحنجري الظاهر فروعًا للضفائر البلعومية والقسم العلوي من العضلة المضيقة البلعومية السفلية، ويتصل مع العصب القلبي العلوي خلف الشريان السباتي الأصلي.
يعطي الحنجري العلوي فرعًا آخر هو الحنجري الباطن. ينزل هذا الفرع إلى الغشاء الدرقي اللامي ليخترقه مع الشريان الدرقي العلوي وينشر فروعه ضمن الغشاء المخاطي للحنجرة. تصل بعض هذه الفروع الحسية إلى لسان المزمار وغدده وقاعدة اللسان، بينما تتجه أخرى نحو الخلف في الطية الطرجهالية لسان المزمارية لتعصب الغشاء المخاطي المحيط بمدخل الحنجرة والمخاطية المبطنة للحنجرة حتى الطيتين الصوتيتين.
يمر أحد الألياف الدقيقة تحت الغشاء المخاطي على الوجه الداخلي للغضروف الدرقي وينضم إلى العصب الراجع. يأتي التعصيب الحسي أعلى الحبلين الصوتيين من العصب الحنجري الباطن، بينما يكون تعصيب المنطقة تحت الحبلين من فروع العصب الحنجري الراجع. يتلقى الحبل الصوتي تعصيبه الخاص من كلا العصبين.

## الوظيفة
يعصب العصب الحنجري العلوي العضلات الحلقية الدرقية.

## الأهمية السريرية
يغير شلل العصب الحنجري العلوي حدة الصوت ويعيق إصدار الأصوات المدوية نتيجة شلل العضلة الحلقية الدرقية. يغلب أن يكون الضرر دائمًا إذا لم يظهر تحسن خلال ثلاثة أشهر من بداية الشلل. يمتاز الشلل ثنائي الجانب بظهور صوت أجش أو متعب. قد يصاب العصب بالأذية خلال جراحة استئصال الغدة الدرقية. من المهم فهم التنوعات التشريحية الشائعة للجزء القاصي من العصب الحنجري الظاهر وعلاقته مع العضلة المضيقة البلعومية السفلية، إذ يسمح ذلك بتحديد سلامة العصب ووقايته من الأذية في أغلب الحالات.
قد يتأذى الفرع الخارجي للعصب خلال عملية استئصال الدرق أو بضع الغشاء الحلقي الدرقي لأنه يمتد إلى العمق مباشرةً من الشريان الدرقي العلوي. تتأثر بالتالي قدرة المريض على إصدار الأصوات عالية الحدة ويشعر سريعًا بالتعب من التصويت (غالبًا ما يكون الصوت وحيد النغمة).
ينجم عن تخريش العصب الحنجري الباطن سعال غير مضبوط نتيجة تنبيه البلعوم الحنجري بالأطعمة والمياه. تترافق أذية هذا الفرع العصبي (كما يحدث خلال الجراحة) التي تحتاج إلى مدخل أمامي عبر العنق مع خسارة منعكس السعال الحنجري، وبالتالي يرتفع خطر حدوث ذات الرئة الاستنشاقية.

## صور إضافية

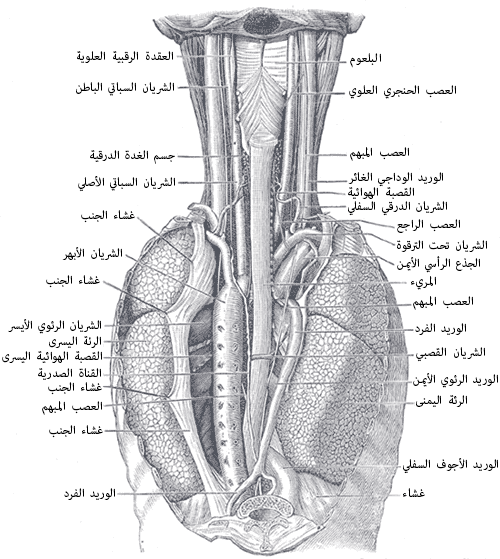
نظرة خلفية على موقع المري في الناحية العنقية والمنصف الخلفي وعلاقته بهما.

## روابط خارجية
- درسٌ تشريحي حول cranialnerves مُعدٌ بواسطة ويسلي نورمان (جامعة جورجتاون). (X)